# Boozoo Chavis
Pour les articles homonymes, voir Chavis.
Boozoo Chavis, né le 23 octobre 1930 à Lac Charles en Louisiane et décédé le 5 mai 2001 à Austin (Texas), de son vrai nom Wilson Chavis, était un chanteur et compositeur de zarico américain.
Chanteur et accordéoniste, il est un des pionniers du genre. Il connaît un premier succès en 1954 avec Paper in my shoe (« J'ai un papier dans mon soulier ») puis abandonne la musique pour s'occuper de ses chevaux de course.
Il réapparaît en 1984 et enregistre épisodiquement pour des labels locaux. Il est l'un des membres les plus importants de la scène zarico et depuis le décès de Clifton Chenier en 1987 un des prétendants à sa couronne de « King of Zydeco », tout au moins dans l'esprit des journalistes avides de gros titres.
Surnommé la bombe atomique de Lake Charles, sa ville d'origine, son dynamisme faisait de lui une attraction dans le circuit des concerts du sud-est des États-Unis.

## Discographie
- Boozoo that's who? (Rounder)
- Paper in my shoe (Ace)
- Live at Habibi Temple (Rounder)
- The Lake Charles Atomic Bomb, 1990 (compilation éditée par le label Rounder qui comprend ses premiers titres)
- Hey do right!, 1996